# 山田裕貴
山田裕贵（日语：／ Yamada Yūki，1990年9月18日—）是日本男演员，出生於爱知县名古屋市，身高178公分，血型O型，隶属渡边制作事务所旗下的演艺经纪公司渡边娱乐。

## 生涯
2010年9月19日，山田裕贵曾在D-BOYS的特殊组合面试之中夺得冠军，却并未入选。而是同期季军堀井新太意外入选D-BOYS的特殊组合。山田裕贵最终于同年12月加入了该事务所的D2分组团体。
2011年，在超级战队系列特摄作品《海賊战队豪快者》作為电视演员出道，角色为「Joe Gibken／豪快蓝」。
2013年10月，D2加入D-BOYS，因而成為D-BOYS成員之一。
2024年3月31日，山田宣布與西野七瀨結婚。

## 出演

### 电视剧
- 《海賊战队豪快者》（2011年、朝日電視台）飾演 Joe Gibken／豪快藍
- 《D×TOWN》第3彈《我們不能戀愛的理由》（2012年、東京電視台）飾演 宮本研志（主演）
- 《黑色報告書 男與女的事件簿》「孤獨」第1彈《側影的女人》（2012年）飾演 小島洋平
- 《GTO》（2012年7月3日 - 9月11日、關西電視台）飾演 藤吉晃二
  - GTO 秋天鬼塚也暴走SP（2012年10月2日）
  - GTO 新年SP（2013年1月2日）
  - GTO完結篇 鬼塚再見了!畢業SP（2013年4月2日）
- 《佐藤家的早餐、鈴木家的晚餐》（2013年1月、BS JAPAN）飾演 橋本直人
- 《惡作劇之吻～Love in TOKYO》（2013年、富士電視台TWO）飾演 池澤金之助
  - 《惡作劇之吻2～Love in TOKYO》（2014年11月24日 - 2015年4月6日、富士電視台）
- 《STAR MAN 這顆星上的戀愛》（2013年7月 - 9月、關西電視台）飾演 安藤君
- 《為了N》第4話、5話（2014年11月、TBS）飾演 溝口
- 《水曜Mystery9 檢事・沢木正夫2 公訴取消》（2014年12月24日、東京電視台）飾演 刈谷務
- 《化石的微笑》（2015年3月29日、朝日電視台）飾演 深田健
- 《酒店禮賓部》（2015年）飾演 紺野浩太郎
- 《HiGH&LOW〜THE STORY OF S.W.O.R.D.〜》（2015年10月21日 - 12月23日、日本電視台） 飾演 村山良樹
  - 《HiGH&LOW〜THE STORY OF S.W.O.R.D.〜》 第二季（2016年4月17日 - 6月26日）
  - 《HiGH&LOW THE WORST EPISODE.O》（2019年7月18日 - 8月22日）
- 《世界奇妙物語 25周年記念! 秋季2週連續SP 傑作復活篇！「今清大叔」》（2015年11月21日、富士電視台）飾演 吉井等
- 《Drama W 荒地之恋》 第3話 - （2016年1月23日・2月6日、WOWOW）飾演 加山匡夫
- 《約飯Season 2》 第2話（2016年1月26日、MBS）飾演 小笠原大和
- 《東大灰姑娘》（2016年7月 - 8月、NHK BS Premium）飾演 沖田裕太
- 《死幣-DEATH CASH-》（2016年7月 - 9月、TBS）飾演 三浦智志
- 《動物戰隊獸王者》第28-29話（2016年9月、朝日電視台）飾演 Joe Gibken／豪快藍（客串）
- 《科搜研之女 第16系列》 第4話（2016年11月17日、朝日電視台）飾演 飯村直人
- 《陪酒須加學園》（2016年、NTV）飾演 植野ヒロシ
- 《原以為命中注定的戀愛不會發生在我身上》（2016年12月20日、關西電視台）飾演 長谷川祐介
- 《朋友遊戲》（2017年4月、神奈川電視台）飾演 美笠天智
- 《三個爸爸》（香港譯：三個奶爸）（2017年4月、TBS）飾演 羽野恭平
- 《女城主 直虎》（2017年、NHK）飾演 庵原助右衛門朝昌(第24回、最終回)
- 《我們做了》（2017年7月18日 - 9月19日、關西電視台）飾演 原野玲夢
- 《伊藤君 A to E》（2017年8月21日 - 10月2日、MBS / 8月16日 - 10月4日、TBS）飾演 沖田
- 《Holiday Love》（2018年1月26日 - 3月16日、朝日電視台）飾演 黒井由伸（志賀拓巳）
- 《特搜9》 第一季（2018年4月11日 - 6月13日、朝日電視台）飾演 新藤亮
  - 《特搜9》第二季（2019年4月10日 - 6月26日）飾演 新藤亮
  - 《特搜9》第三季（2020年4月8日 - 7月22日）飾演 新藤亮
  - 《特搜9》第四季（2021年4月7日 - 6月30日）飾演 新藤亮
  - 《特搜9》第五季（2022年4月6日 - 6月22日）飾演 新藤亮
  - 《特搜9》第六季 第1話・最終話（2023年4月5日・5月31日）飾演 新藤亮
  - 《特搜9》第七季（2024年4月3日 - 6月5日）飾演 新藤亮
  - 《特搜9》第八季 最終話（2025年6月11日）飾演 新藤亮
- 《健康而有文化的最低限度生活》（2018年7月、關西電視台）飾演 七条竜一
- 《警視廳捜査資料管理室 (仮) 》第10話（2018年12月3日、BS富士）飾演 鮫島 
  - 警視庁捜査資料管理室 第7話（2019年5月13日、BS富士）飾演 鮫島（回想）
- 《Innocence 冤罪律師》 第2話（2019年1月26日、日本電視台）飾演 十勝岳雄
- 《夏空》（2019年4月1日 - 9月28日）飾演 小畑雪次郎
- 《大全力失踪》（2019年4月7日 - 28日、NHK BS Premium）飾演 白金雅也
- 《SEDAI WARS》（2020年1月6日 - 2月17日、MBS）飾演 柏木悟（主演）
- 《HOMEROOM》（2020年1月24日 - 3月27日、MBS）飾演 愛田凛太郎（主演）
- 《消除老師的方程式。》（2020年10月31日 - 12月19日、朝日電視台）飾演 賴田朝日
- 《青之SP：校警嶋田隆平》（2021年1月12日 - 3月16日、富士電視台／關西電視台）飾演 三枝弘樹
- 《接下來是倫理課》（2021年1月16日 - 3月13日、NHK）飾演 高柳（主演）
- 《監察醫 朝顏》第2季第16話（2021年3月1日、富士電視台）飾演 三枝弘樹
- 《秘密內幕～女警的反擊～》（2021年7月7日 - 9月15日、NTV）飾演 山田武志
- 《志村健與漂流者的大爆笑物語》（2021年12月27日、富士電視台）飾演 志村健（主演）
- 《心胸咚咚》（2022年4月11日 - 9月30日、NHK）飾演 石川博夫
- 《怎麼辦家康》（2023年、NHK）飾演 本多忠勝
- 《女神的教室～法學青春白皮書～》（2023年1月9日 - 3月20日、富士電視台）飾演 藍井仁
- 《Pending Train－8時23分，明天和你在一起》（2023年4月21日 - 6月23日、TBS電視台）飾演 萱島直哉（主演）
- 《因為你把心給了我》（2024年1月8日 - 3月18日、富士電視台）飾演 朝野太陽
- 《爆上戰隊奔奔者》第43話（2025年1月5日、朝日電視台）飾演 Joe Gibken／豪快藍（客串）

### 電影
- 我的壞前輩（2010年）
- 天裝戰隊護星者VS真劍者 Epic on 銀幕 （2011年） - 豪快藍（聲音演出）
- 豪快者 護星者 超级戰隊199英雄大決戰（2011年） - Joe Gibken／豪快藍
- 海賊戰隊豪快者 The Movie 飛天幽靈船（2011年） - Joe Gibken／豪快藍
- 海賊戰隊豪快者 VS 宇宙刑事卡邦 The Movie（2012年） - Joe Gibken／豪快藍
- 假面骑士x超级战队 超级英雄大战（2012年） - Joe Gibken／豪快藍
- 特命戰隊Go Busters VS 海賊戰隊豪快者 THE MOVIE（2013年） - Joe Gibken／豪快藍
- 奴隸區：我與23個奴隸（2014年） - 中央中
- 高校制霸ULTRAMAX（2014年） - 安藤忠臣
  - 高校制霸NEW GENERATION2（2015年）
- 我們是獎金收益團（2014年） - 堂島ワタル
- Live（2014年） - 主演・田村直人
- HOT ROAD（2014年） - 金霸
- 神之舌 Kiss忍耐大賽THE MOVIE2　Psychic love（2014年10月17日、東宝）
- 閃爍的愛情（2015年） - 安堂拓海
- 傷心往事（2016年）
- HiGH&LOW系列 - 村山良樹
  - ROAD TO HiGH&LOW（2016年5月7日）
  - HiGH&LOW THE MOVIE（2016年7月16日）
  - HiGH&LOW THE MOVIE2/END OF SKY（2017年8月19日）
  - HiGH&LOW THE MOVIE3/FINAL MISSION（2017年11月11日）
  - HiGH&LOW THE WORST（2019年10月4日）
- 狼少女與黑王子（2016年5月28日）
- 青空吶喊（2016年8月20日） - 碓井航太
- 黑金丑島君part3-枷鎖篇（2016年9月22日） - 清栄真実
- 明天，我要和昨天的妳約會（2016年12月17日、東宝） -　林
- 破裏拳旋風俠（2017年5月13日） - 來間讓一
- 朋友遊戲（2017年6月3日）- 美笠天智
- 亞人（2017年9月30日、東宝） - 高橋
- あゝ、荒野 前篇・後篇（2017年10月7日・21日） - 山本裕二
- 第二次的夏天，再也無法見面的妳（2017年9月1日） - 石田六郎
- 鄰座的怪同學（2018年4月27日） - 山口賢二
- 小偷家族（2018年6月8日） - 北條保
- 虹色時光（2018年7月6日） - 筒井昌臣
- 老師君主（2018年8月1日） - 在雜誌上以本人身分出現
- 那些年，我們一起追的女孩（日本翻拍版；2018年10月5日）- 水島浩介（原型為柯景騰）
- 謊話連篇2（2020年1月31日）- 牧野慶太
- 日之丸魂 〜舞台裡的英雄們〜（2021年6月18日）
- 東京復仇者（2021年7月9日）- 龍宮寺堅
- 燃燒吧！劍（2021年10月15日）- 一橋慶喜
- 余命10年（2022年3月4日）- 富田タケル
- 鋼之鍊金術師 完結篇 復仇者斯卡（2022年5月20日） - 佐魯夫·J·金普利
- 鋼之鍊金術師 完結篇 最後的鍊成（2022年6月24日） - 佐魯夫·J·金普利
- 夜鸟啼鸣(2022年12月9日)-主演 慎一
- 東京復仇者2 血腥万圣节篇-命運(2023年4月21日)-龍宮寺堅
- 東京復仇者2 血腥万圣节篇-決戦(2023年6月30日)-龍宮寺堅
- 王者天下3 命運之炎(2023年7月28日)-万極
- 哥吉拉-1.0 (2023年11月3日) -水島四郎

### 動畫電影
- 蠟筆小新：激戰！塗鴉王國和四位勇士（2020年4月24日） - 防衛大臣（特別聲優）
- 活了100天的鱷魚（2021年5月28日） - 青蛙
- 扶桑花女孩之舞（2021年12月3日） - 平和人
- 航海王劇場版：紅髮歌姬（2022年8月6日） - 烏帽子
- BLUE GIANT 藍色巨星（2023年2月17日） - 主演・宮本大[3]
- ULTRAMAN：崛起（2024年） - 主演・佐藤健[4]

### 網路劇
- 神探夏洛克小姐 Episode6（2018年6月1日 - 、Hulu） - 鷹山優一
- 田中圭 24小時電視（日语：田中圭24時間テレビ）（2018年12月15日 - 16日、AbemaTV）[5]
- 聖哥傳 第II紀（2019年6月、ピッコマTV） - 警察官

### 非電影院首映
- TEN·豪快者（2022年、東映） - Joe Gibken／豪快蓝

### MV
- GReeeeN「愛し君へ」（2013年）
- May J.「My Sweet Dreams」（2015年）
- 宇野實彩子(AAA)「最低な君にさっきフラれました｣ （2020年）
- Little Glee Monster「今この瞬間を」(2023年)

## 外部連結
- 山田裕貴的X（前Twitter）
- 山田裕貴的Instagram帳戶
- 渡边娱乐内的山田裕贵官方档案 （页面存档备份，存于）
- 山田裕贵官方部落格

| 前任： 小野健斗 （天裝戰隊護星者） | 日本超級戰隊系列藍色戰士演員 海賊戰隊豪快者 2011年2月13日-2012年2月19日 | 繼任： 馬場良馬 （特命戰隊Go Busters） |